# Temacuil, San Luis Potosí
Temacuil är en ort i Mexiko.   Den ligger i kommunen Tamazunchale och delstaten San Luis Potosí, i den sydöstra delen av landet, 200 km norr om huvudstaden Mexico City. Temacuil ligger 442 meter över havet och antalet invånare är 222.
Terrängen runt Temacuil är huvudsakligen kuperad, men åt nordost är den platt. Runt Temacuil är det ganska tätbefolkat, med 86 invånare per kvadratkilometer. Närmaste större samhälle är Tamazunchale, 14,0 km nordväst om Temacuil. I omgivningarna runt Temacuil växer huvudsakligen savannskog.